# Мартин Кампіан
Мартин Кампіан (1574, Львів — 19 квітня 1629, там само) — ділова людина і чільний член Львівської ради. Бурмістр Львова.

## Біографія
Син Павла Кампіана та його дружини Анни Ґринвальдівни.
Навчався у Львівській катедральній школі. У 1599–1601 роках в Краківському (Ягеллонському) університеті здобув ступінь бакалавра вільних мистецтв. Пізніше вивчав медицину в Кракові, Італії (найправдоподібніше, в якомусь з університетів Італії, батько оплатив 4-річне навчання).
Повернувся до Львова 1605 (чи перед 1606) року.
Позичав кошти Львівському магістрату. Не вагався вкладати кошти в зруйновану міську господарку, яку узалежнив від себе позичками, інвестиціями. Зокрема, 1606) (або 1609) року взяв у міста в заставу міське село Клепарів за надану позику. 1613 року обраний лавником, 1617 — райцею.
В 1617 році ініціював перебудову міської ратуші, переконав у цьому міську раду. Для цього брав фундуші з королівської каси, які були призначені для забезпечення обороноздатності міста; також вкладав власні кошти для купівлі матеріалів, оплати праці будівничих. В 1619 році з нової вежі, прикрашеної різьбою Андреаса Бемера (Бремера) та Бернарда Декамбоша звучала йому хвала.
На початку 1620-х надав містові 20 тис. злотих кредиту під дуже низький процент, рятуючи його від банкрутства (сумарні борги міста різним кредиторам становили близько 35 тис.). Отримав вдячність міської ради, якій загрожувало розслідування поганого господарювання. Після цього райці виконували майже кожне його бажання.
1622 року на запит ради отримав під особистий нагляд дохід з податків від виробництва горілки — «горілчане», який зобов'язався збільшити, брав за це 10 % винагороди. За перший рік подвоїв розмір отриманого податку (в тому числі запровадив додаткову оплату). З тої суми позичив райцям 1200 злотих «для порятунку та закладення сіл райців Зубри та Сихова», знищених татарами. Райці відмовились від «горілчаного» з вимогою скерувати його для найму коругви гайдуків. В 1623 році отримав необхідну для цього згоду короля та додатковий податок — «гайдучне»; з цієї пори коругва підпорядковувалась ообисто йому, кілька років була пострахом міста та околиць. Також допомогла опанувати ситуацією в місті під час епідемії чорної віспи; фактично тоді отримав права міського диктатора, не забувши про власні інтереси. Вклав 4800 злотих до міської каси, це дало йому, за Л. Харевичовою, звання «ялмужника милосердя», а вдячне місто відступило йому «libere i benevole robociznę» з Кульпаркова на рік, забезпечило його та спадкоємців на міських млинах. Заборгованість міста росла.
Потім видав місту ще кілька кредитів. Ліквідував 2 з 3-х міських цеголень (як такі, що не давали доходу), взамін офірував місту дешеву цеглу з власної цегельні, яка використовувала дармову роботу передміщан, дерево з міських лісів. Львівські конюшні купували половину необхідного сіна з його фільварків, незважаючи на їх принаймні на 100 % більшу вартість, ніж в інших постачальників. Перестала існувати міська монополія на полотняний промисел через будівництво ним на передмісті виробника-конкурента. Коли він постановив будувати нові мури і башти замість зміцнення існуючих, як того вимагала громада, з'явились голоси проти. Остерігаючись нових видатків та подальшого заборгування, колегія 40-ка мужів не захотіла нових інвестицій, пояснюючи, що він буде домагатись привласнення міського майна, місто зробить «голим». Зневаживши це, завдяки слухняній міській раді сам (пол. loner) почав 1625 року будівництво нових фортифікацій.
В 1625–1627 роках під керівництвом М. Кампіана було збудовано мури зі сторони Галицького передмістя, розпочато будівництво Галицької та Зимновідської брам, зміцнили старі укріплення. В 1627 році бурмістр, доктор медицини Еразм Сікст, без відома та згоди колегії 40-ка мужів, уклав з М. Кампіаном дуже вигідний для останнього контракт, за яким віддав тому на 6 років доходи від міського податку «пол. sztukowego», що дозволяє припустити про певні додаткові домовленості між ними. У 1628 році:
- отримав згоду короля на будівництво окремої кам'яниці для фундованого батьком ломбарду «Братства милосердя» (існував до 1783 року).
- колишній бургомістр Львова Еразм Сикст подав позов проти М. Кампіана. Було висунуто 12 пунктів звинувачення у фінансових махінаціях і зловживаннях владою під час перебування на посаді пол. loner'а Львова, порушення ним прав, міських привілеїв; з часом справа з міжособистого конфлікту перейшла в процес міста Львова проти М. Кампіана, виявила корупцію, підкуп райців, виступали десятки свідків; М. Кампіан перестав бути райцею. Мартин Кампіан заручився протекцією короля Сигізмунда III Вази, після проходження кількох судових інстанцій було винесено вирок лише за деякими пунктами звинувачення.
- липень — М. Кампіан отримав лист короля, який рекомендував львівському старості Станіславу Боніфацію Мнішеку наказати міській раді повернення М. Кампіану гідності (статусу)
- 28 листопада — декрет короля рекомендував міській раді Львова прийняти його до числа райців, справу завершити полюбовним судом; суд вирішив зобовязати М. Кампіана заплатити місту значне відшкодування.

Протягом цих перипетій М. Кампіан несподівано сильно захворів, помер.
Двічі писав заповіт: вперше під час мору 1623 року, його «депонував» в ратуші, вдруге — перед смертю, свідками записані: Ян Альнпех, Валентій Шольц-Штанцль (присяжні), ксьондз вікарій Флоріян Назаркєвіч, приятель — домашній лікар доктор Марцін Коженьовський. «Протектором» заповіту був латинський арцибіскуп Львова Ян Анджей Прухніцький, одним з «арбітрів» між вдовою та дітьми Яном Хризостомом й Зузанною — тоді влоцлавський канонік Миколай Кросновський. Судові процеси між спадкоємцями уявнили той факт, що Кампіан приховав у заповіті суму близько 200 тис. злотих готівкою. Міська влада продовжила переслідування спадкоємців, зобов'язуючи їх до нових виплат, не повернувши їм кредитів, наданих М. Кампіаном.
У 1629 році до суду на місто Львів подав позов коронний гетьман Станіслав Конєцпольский, стверджуючи через своїх предствників, зокрема, підстаросту Вікторина Куропатніцького, що Павло — батько М. Кампіана — був його був втікачем-підданим з його маєтків.
Після тривалих перемовин, Ян Хризостом Кампіан — внук Павла і син Мартина Кампіанів — виплатив велику суму відступних, після чого виїхав до Європи, де його слід загубився. Статки Кампіанів розділяли споріднені із ними львівські родини Ґросваєрів, Остроґурських, Шольців, Зиморовичів. Історик Володимир[джерело?] Лозинський оцінював активи Кампіанів сумою приблизно в 1 млн. злотих.
Інша власність: вулиця Темричівська (51 дім), поселення Воля Кампіанівська (53 доми), пишна кам'яниця на Ринку, село Скнилів, фільварки Скнилівок, Біла Церква. Залишив значно збільшену бібліотеку, частково успадковану від батька: 232 назви книг з медицини, історії, географії, філософії, теології.

### Сім'я
Дружина — Ельжбета Абрагамович, донькою Павла Абрагамовича, найбільшого ворога свого батька. Одружився невдовзі після повернення зі студій в Італії. Успадкував по батькові і по тестеві великі маєтності. Діти:
- Ян Хризостом — на момент смерті батька студент, потім виїхав за кордон, де пропав безвісти, правдоподібно, загинув у поєдинку, рід на ньому вигас
- Зузанна — дружина Каспера Шольца[3]
- Войцех Острогурський — сестринець[8]
- Анна Острогурська — сестрениця, дружина Мартина Ґросваєра[9], депозитарія рухомого спадку М. Кампіана, міського райці та бурмистра Львова під час облоги міста Богданом Хмельницьким в 1648.